# Hengoat
Hengoat är en kommun i departementet Côtes-d'Armor i regionen Bretagne i nordvästra Frankrike. Kommunen ligger i kantonen La Roche-Derrien som tillhör arrondissementet Lannion. År 2018 hade Hengoat 214 invånare.

## Befolkningsutveckling
Antalet invånare i kommunen Hengoat
Referens:INSEE